# Jan Zabystřan
Jan Zabystřan (26 gennaio 1998) è uno sciatore alpino ceco.

## Biografia
Originario di Kadaň e attivo in gare FIS dal dicembre del 2014, Zabystřan ha esordito in Coppa del Mondo il 13 gennaio 2017 a Wengen in combinata, senza completare la prova, ai Campionati mondiali a Sankt Moritz 2017, dove si è classificato 44º nella discesa libera, 40º nel supergigante, 38º nella combinata e non ha completato lo slalom speciale, e ai Giochi olimpici invernali a Pyeongchang 2018, piazzandosi 46º nella discesa libera, 40º nel supergigante, 9º nella gara a squadre e non completando lo slalom gigante e lo slalom speciale. Ha debuttato in Coppa Europa il 20 dicembre 2018 ad Altenmarkt-Zauchensee in supergigante, senza completare la prova, e ai successivi Mondiali di Åre 2019 è stato 47º nella discesa libera, 31º nello slalom gigante, 15º nella combinata, 9º nella gara a squadre e non ha portato a termine il supergigante; ai Mondiali di Cortina d'Ampezzo 2021 si è classificato 20º nel supergigante, 9º nella combinata, non ha completato slalom gigante e slalom speciale e non si è qualificato per la finale dello slalom parallelo e ai XXIV Giochi olimpici invernali di Pechino 2022 si è piazzato 25º nel supergigante, 14º nella gara a squadre e non ha completato lo slalom gigante, lo slalom speciale e la combinata. 
Alle Universiadi di Lake Placid 2023 ha vinto la medaglia d'oro nel supergigante, precedendo sul podio l'italiano Luca Taranzano e lo svizzero Eric Wyler, e quella di bronzo nella combinata, terminando alle spalle dello spagnolo Albert Ortega e del lituano Andrej Drukarov; ai successivi Mondiali di Courchevel/Méribel 2023 si è classificato 10º nella gara a squadre, non ha completato il supergigante, lo slalom gigante e la combinata e non si è qualificato per la finale nel parallelo e a quelli di Saalbach-Hinterglemm 2025 si è piazzato 19º nella discesa libera, 16º nel supergigante, 30º nello slalom gigante e 16º nella combinata a squadre.

## Palmarès

### Universiadi
- 4 medaglia:
  - 3 oro (supergigante, slalom gigante e slalom speciale a Lake Placid 2023)
  - 1 bronzo (combinata alpina a Lake Placid 2023)

### Coppa del Mondo
- Miglior piazzamento in classifica generale: 57º nel 2025

### Coppa Europa
- Miglior piazzamento in classifica generale: 96º nel 2023

### South American Cup
- Miglior piazzamento in classifica generale: 10º nel 2025
- 3 podi:
  - 1 vittoria
  - 2 secondi posti

#### South American cup - vittorie
| Data             | Località | Paese | Specialità |
| ---------------- | -------- | ----- | ---------- |
| 5 settembre 2024 | La Parva | Cile  | SG         |

Legenda:

SG = supergigante

### Far East Cup
- Miglior piazzamento in classifica generale: 2º nel 2019
- Vincitore della classifica di supergigante nel 2019
- 16 podi:
  - 4 vittorie
  - 6 secondi posti
  - 6 terzi posti

#### Far East Cup - vittorie
| Data             | Località         | Paese         | Specialità |
| ---------------- | ---------------- | ------------- | ---------- |
| 4 dicembre 2018  | Wanlong          | Cina          | SL         |
| 20 marzo 2019    | Južno-Sachalinsk | Russia        | SG         |
| 25 marzo 2019    | Južno-Sachalinsk | Russia        | SL         |
| 13 febbraio 2020 | Bears Town       | Corea del Sud | SL         |

Legenda:

SG = supergigante

SL = slalom speciale

### Campionati cechi
- 9 medaglie:
  - 5 ori (supergigante, combinata nel 2020; supergigante, slalom gigante, combinata nel 2023)
  - 1 argenti (combinata nel 2019)
  - 3 bronzi (slalom speciale nel 2016; discesa libera, supergigante nel 2019)